# Italiens damlandslag i basket

Italiens damlandslag i basket (italienska: Nazionale di pallacanestro femminile dell'Italia) blev Europamästare 1938. De tog också brons 1974, och silver 1995.

## Meriter
| Tävling          | 1 | 2 | 3 | Totalt |
| ---------------- | - | - | - | ------ |
| Olympiska spel   | 0 | 0 | 0 | 0      |
| Världsmästerskap | 0 | 0 | 0 | 0      |
| Europamästerskap | 1 | 1 | 1 | 3      |
| Universiaden     | 1 | 1 | 0 | 2      |
| Medelhavsspelen  | 1 | 2 | 0 | 3      |
| Total            | 3 | 4 | 1 | 8      |

### Fotnoter
1. ↑  ”Basketball international results”. sports123.com. Arkiverad från originalet den 24 oktober 2017. https://web.archive.org/web/20171024105008/http://sports123.com/bsk/we.html. Läst 15 december 2012.